# 内田禎二

内田 禎二 (うちだ ていじ)は日本の電子工学者、教育者。東京大学 工学博士、IEEE Fellow、電子情報通信学会 名誉員。日本電気（NEC）光エレクトロニクス研究所 所長、NEC 取締役、東海大学 教授を歴任し、固体化FM変調装置を完成するなど光通信システムの分野で多くの実績をあげた。

## 研究業績
1954年NECに入社し、マイクロ波広帯域通信装置の開発に従事する。1957年からマイクロ波受信ミキサの遅延歪み解析を研究する。1960年、仏政府技術留学生として仏グルノーブル大学理学部に留学、電波文工学用測定器の研究で工学博士を取得し、同時にグルノーブル原子核研究所にて電子スピン共鳴の研究に従事する。1962年、NEC無線工場 基礎開発部にてFM変調機を完成し、実用化する。1965年、NEC中央研究所 量子装置研究部にてレーザーの研究に従事し、1967年、世界初の通信用光ファイバを開発する。1983年から生涯教育を25年間継続、1984年からNEC 取締役、1988年から東海大学 総合科学技術研究所 教授として光表面実装技術を提唱する。

## 学歴
- 1954年 東京大学 工学部 電気工学科 卒業
- 1962年 仏グルノーブル大学 Ingenieur-Docteur 工学博士 取得
- 1967年 東京大学 工学博士 取得

## 職歴
- 1954年 日本電気 株式会社 (NEC) 入社
- 1960年 仏グルノーブル大学 理学部
- 1962年 NEC 無線事業部 基礎開発部
- 1965年 NEC中央研究所 量子装置研究部 部長
- 1967年 NEC光エレクトロニクス研究所 所長
- 1984年 NEC 取締役
- 1988年 東海大学 総合科学技術研究所 教授

## 主な受賞
- 1977年 First Micro-Optics Award
- 米国 OSA (光学会) Fellow
- 1995年 IEEE Fellow[3]
- 光産業会技術協会 功労賞
- 2000年 電子情報通信学会 功績賞[4]
- 2001年 電子情報通信学会 名誉員[5][6]
- 日本光学アカデミー会員

## 公的活動
- 電子情報通信学会 基本問題検討委員会 生涯教育講座 幹事、委員長
- 電子情報通信学会 編集幹事、会計幹事、評議員、監事